# Hymenophyllum darwinii
Hymenophyllum darwinii là một loài thực vật có mạch trong họ Hymenophyllaceae. Loài này được Hook. f. ex Bosch miêu tả khoa học đầu tiên năm 1863.